# Scott Banks
Scott Brian Banks (Linlithgow, 26 settembre 2001) è un calciatore scozzese, attaccante del St. Pauli.

## Carriera

### Club
Banks è cresciuto nel settore giovanile del Dundee Utd e nel febbraio del 2019 in prestito al Clyde, con cui ha esordito tra i professionisti realizzando una rete in 15 presenze nella quarta divisione scozzese, contribuendo alla promozione in terza divisione del suo club. Rientrato a Dundee ha esordito in prima squadra il 12 luglio nell'incontro di Scottish League Cup perso ai rigori contro gli Hearts, per poi successivamente esordire anche in campionato, nella seconda divisione scozzese.
Il 22 gennaio 2020 è stato acquistato dal Crystal Palace, club della prima divisione inglese, che poco dopo lo ha girato in prestito all'Alloa Athletic, sempre nella seconda divisione scozzese, categoria nella quale Banks ha giocato ulteriori 4 partite senza mai segnare. La stagione successiva è stato assegnato all'Under-23 dei Glaziers ma nel mese di gennaio è partito nuovamente in prestito, questa volta al Dunfermline, con cui ha giocato 11 partite nella seconda divisione scozzese, senza mai segnare. L'8 agosto 2022 è passato sempre in prestito al Bradford City dove ha giocato per tutta la stagione in Football League Two, la quarta divisione inglese, categoria nella quale è andato a segno per 6 volte in 31 partite giocate.
Il 10 agosto 2023 ha firmato il rinnovo del contratto ed è stato ceduto in prestito al St. Pauli, club della seconda divisione tedesca, ma un grave infortunio al ginocchio ne ha compromesso l'annata dopo poche partite. Rientrato in campo all'ultima giornata, ha fornito a Danel Sinani l'assist per il gol della vittoria contro il Wehen Wiesbaden, rivelatosi decisivo per la vittoria del campionato Al termine della stagione è stato acquistato a titolo definitivo dal club tedesco.. Nella stagione successiva dopo essere stato acquistato a titolo definitivo dal St. Pauli esordisce nella prima divisione tedesca.

### Nazionale
Ha giocato con le nazionale giovanili scozzesi Under-19 ed Under-21.

## Statistiche

### Presenze e reti nei club
Statistiche aggiornate al 14 ottobre 2024.
| Stagione        | Squadra         | Campionato      | Campionato | Campionato | Coppe nazionali | Coppe nazionali | Coppe nazionali | Coppe continentali | Coppe continentali | Coppe continentali | Altre coppe | Altre coppe | Altre coppe | Totale | Totale | Totale |
| Stagione        | Squadra         | Comp            | Pres       | Reti       | Comp            | Pres            | Reti            | Comp               | Pres               | Reti               | Comp        | Pres        | Reti        | Pres   | Reti   |        |
| --------------- | --------------- | --------------- | ---------- | ---------- | --------------- | --------------- | --------------- | ------------------ | ------------------ | ------------------ | ----------- | ----------- | ----------- | ------ | ------ | ------ |
| gen.-giu. 2019  | Clyde           | 3D              | 15         | 1          | CS+CdL          | 0               | 0               | -                  | -                  | -                  |             | -           | -           | 15     | 1      |        |
| 2019-gen. 2020  | Dundee Utd      | 1D              | 1          | 0          | CS+CdL          | 0+3             | 0               | -                  | -                  | -                  |             | -           | -           | 4      | 0      |        |
| gen.-giu. 2020  | Alloa Athletic  | 1D              | 4          | 0          | CS+CdL          | 0               | 0               | -                  | -                  | -                  |             | -           | -           | 4      | 0      |        |
| gen.-giu. 2021  | Dunfermline     | 1D              | 11         | 0          | CS+CdL          | 0               | 0               | -                  | -                  | -                  |             | -           | -           | 11     | 0      |        |
| 2022-2023       | Bradford City   | FL2             | 31         | 6          | FACup+CdL       | 1+2             | 0               | -                  | -                  | -                  | FLT         | 2           | 0           | 36     | 6      |        |
| 2023-2024       | St. Pauli       | 2L              | 4          | 0          | CG              | 0               | 0               | -                  | -                  | -                  | -           | -           | -           | 4      | 0      |        |
| 2024-2025       | St. Pauli       | BL              | 4          | 0          | CG              | 0               | 0               | -                  | -                  | -                  | -           | -           | -           | 4      | 0      |        |
| Totale carriera | Totale carriera | Totale carriera | 70         | 7          |                 | 6               | 0               |                    | -                  | -                  |             | 2           | 0           | 78     | 7      |        |

## Palmarès

### Club

#### Competizioni nazionali
- Campionato tedesco di seconda divisione: 1

St. Pauli: 2023-2024